# منتخب الصين تحت 17 سنة لكرة القدم للسيدات
منتخب الصين تحت 17 سنة لكرة القدم للسيدات (بالصينية: 中国国家女子少年足球队) هو ممثل الصين الرسمي في المنافسات الدولية في كرة القدم للسيدات، يديريه اتحاد الصين لكرة القدم.